# 훔브렐라
훔브렐라(학명: Hummbrella hydra 훔브렐라 히드라[*])는 진정홍조강 곱슬이목에 속하는 홍조류의 일종이다. 프세우도아네모니아과(Pseudoanemoniaceae)와 훔브렐라속(Hummbrella)의 유일종이다.